# Copa FGF de 2020
A Copa FGF de 2020 ou Troféu Ibsen Pinheiro é a décima sexta edição do torneio realizado pela Federação Gaúcha de Futebol. O nome que a competição recebeu este ano, homenageou o conselheiro e ex-dirigente do Internacional, Ibsen Pinheiro, que faleceu no dia 24 de janeiro de 2020. O campeão dessa competição assegurará uma vaga para a Copa do Brasil de 2021 além de disputar a Recopa Gaúcha de 2021 com o Grêmio, campeão do Campeonato Gaúcho de Futebol de 2020 - Série A.

## Participantes

### Estádios
| Bagé | Inter de Santa Maria | Marau | Nova Prata         |
| --- | --- | --- | ------------------ |
| Pedra Moura | Baixada Melancólica | Arena Bebber | Mario Cini         |
| Capacidade: 10 000 | Capacidade: 6 554 | Capacidade: 2 000 | Capacidade: 3 000  |
| | | |                    |
| Novo Horizonte | \| Canoas Novo Horizonte São José Bagé Nova Prata Passo Fundo Santo Ângelo Inter de Santa Maria Marau Santa Cruz Canoas: Riopardense União HarmoniaLocalização das cidades que recebem os jogos desta edição da Copa. \| | \| Canoas Novo Horizonte São José Bagé Nova Prata Passo Fundo Santo Ângelo Inter de Santa Maria Marau Santa Cruz Canoas: Riopardense União HarmoniaLocalização das cidades que recebem os jogos desta edição da Copa. \| | Passo Fundo        |
| Universitário da PUCRS | \| Canoas Novo Horizonte São José Bagé Nova Prata Passo Fundo Santo Ângelo Inter de Santa Maria Marau Santa Cruz Canoas: Riopardense União HarmoniaLocalização das cidades que recebem os jogos desta edição da Copa. \| | \| Canoas Novo Horizonte São José Bagé Nova Prata Passo Fundo Santo Ângelo Inter de Santa Maria Marau Santa Cruz Canoas: Riopardense União HarmoniaLocalização das cidades que recebem os jogos desta edição da Copa. \| | Vermelhão da Serra |
| Capacidade: 2 100 | \| Canoas Novo Horizonte São José Bagé Nova Prata Passo Fundo Santo Ângelo Inter de Santa Maria Marau Santa Cruz Canoas: Riopardense União HarmoniaLocalização das cidades que recebem os jogos desta edição da Copa. \| | \| Canoas Novo Horizonte São José Bagé Nova Prata Passo Fundo Santo Ângelo Inter de Santa Maria Marau Santa Cruz Canoas: Riopardense União HarmoniaLocalização das cidades que recebem os jogos desta edição da Copa. \| | Capacidade: 20 000 |
| | \| Canoas Novo Horizonte São José Bagé Nova Prata Passo Fundo Santo Ângelo Inter de Santa Maria Marau Santa Cruz Canoas: Riopardense União HarmoniaLocalização das cidades que recebem os jogos desta edição da Copa. \| | \| Canoas Novo Horizonte São José Bagé Nova Prata Passo Fundo Santo Ângelo Inter de Santa Maria Marau Santa Cruz Canoas: Riopardense União HarmoniaLocalização das cidades que recebem os jogos desta edição da Copa. \| |                    |
| Riopardense | \| Canoas Novo Horizonte São José Bagé Nova Prata Passo Fundo Santo Ângelo Inter de Santa Maria Marau Santa Cruz Canoas: Riopardense União HarmoniaLocalização das cidades que recebem os jogos desta edição da Copa. \| | \| Canoas Novo Horizonte São José Bagé Nova Prata Passo Fundo Santo Ângelo Inter de Santa Maria Marau Santa Cruz Canoas: Riopardense União HarmoniaLocalização das cidades que recebem os jogos desta edição da Copa. \| | Santa Cruz         |
| Santos & Schein | \| Canoas Novo Horizonte São José Bagé Nova Prata Passo Fundo Santo Ângelo Inter de Santa Maria Marau Santa Cruz Canoas: Riopardense União HarmoniaLocalização das cidades que recebem os jogos desta edição da Copa. \| | \| Canoas Novo Horizonte São José Bagé Nova Prata Passo Fundo Santo Ângelo Inter de Santa Maria Marau Santa Cruz Canoas: Riopardense União HarmoniaLocalização das cidades que recebem os jogos desta edição da Copa. \| | Dos Plátanos       |
| Capacidade: 0 | \| Canoas Novo Horizonte São José Bagé Nova Prata Passo Fundo Santo Ângelo Inter de Santa Maria Marau Santa Cruz Canoas: Riopardense União HarmoniaLocalização das cidades que recebem os jogos desta edição da Copa. \| | \| Canoas Novo Horizonte São José Bagé Nova Prata Passo Fundo Santo Ângelo Inter de Santa Maria Marau Santa Cruz Canoas: Riopardense União HarmoniaLocalização das cidades que recebem os jogos desta edição da Copa. \| | Capacidade: 3 500  |
| | \| Canoas Novo Horizonte São José Bagé Nova Prata Passo Fundo Santo Ângelo Inter de Santa Maria Marau Santa Cruz Canoas: Riopardense União HarmoniaLocalização das cidades que recebem os jogos desta edição da Copa. \| | \| Canoas Novo Horizonte São José Bagé Nova Prata Passo Fundo Santo Ângelo Inter de Santa Maria Marau Santa Cruz Canoas: Riopardense União HarmoniaLocalização das cidades que recebem os jogos desta edição da Copa. \| |                    |
| Santo Ângelo | São José | União Harmonia |                    |
| Zona Sul | Passo d'Areia | Santos & Schein |                    |
| Capacidade: 8 000 | Capacidade: 10 600 | Capacidade: 0 |                    |
| | | |                    |
| Canoas Novo Horizonte São José Bagé Nova Prata Passo Fundo Santo Ângelo Inter de Santa Maria Marau Santa Cruz Canoas: Riopardense União HarmoniaLocalização das cidades que recebem os jogos desta edição da Copa. | | |                    |

## Fase de Grupos

### Grupo A
| Grupo A | Grupo A              | Grupo A | Grupo A | Grupo A | Grupo A | Grupo A | Grupo A | Grupo A | Grupo A | Grupo A |
| Pos     | Times                | Pts     | J       | V       | E       | D       | GP      | GC      | SG      | %       |
| ------- | -------------------- | ------- | ------- | ------- | ------- | ------- | ------- | ------- | ------- | ------- |
| 1       | Inter de Santa Maria | 12      | 4       | 4       | 0       | 0       | 14      | 2       | +12     | 100     |
| 2       | Passo Fundo          | 9       | 4       | 3       | 0       | 1       | 13      | 3       | +10     | 75      |
| 3       | Santo Ângelo         | 6       | 4       | 2       | 0       | 2       | 6       | 7       | –1      | 50      |
| 4       | Nova Prata           | 1       | 4       | 0       | 1       | 3       | 1       | 11      | –10     | 8       |
| 5       | Marau                | 1       | 4       | 0       | 1       | 3       | 3       | 14      | –11     | 8       |

|  |                                       |
|  | Equipes classificadas à Segunda Fase. |

| Inter de Santa Maria |       | –     | –     | 3 – 2 | 3 – 0 |
| Marau                | 0 – 5 |       | –     | –     | 2 – 5 |
| Nova Prata           | 0 – 3 | 1 – 1 |       | –     | –     |
| Passo Fundo          | –     | 3 – 0 | 6 – 0 |       | –     |
| Santo Ângelo         | –     | –     | 1 – 0 | 0 – 2 |       |

|  |                     |  |        |  |                      |  |               |
|  | Vitória do Mandante |  | Empate |  | Vitória do Visitante |  | Mando Inverso |

### Grupo B
| Grupo A | Grupo A        | Grupo A | Grupo A | Grupo A | Grupo A | Grupo A | Grupo A | Grupo A | Grupo A | Grupo A |
| Pos     | Times          | Pts     | J       | V       | E       | D       | GP      | GC      | SG      | %       |
| ------- | -------------- | ------- | ------- | ------- | ------- | ------- | ------- | ------- | ------- | ------- |
| 1       | São José-RS    | 12      | 5       | 4       | 0       | 1       | 9       | 3       | +6      | 80      |
| 2       | Santa Cruz-RS  | 11      | 5       | 3       | 2       | 0       | 14      | 5       | +9      | 73      |
| 3       | Novo Horizonte | 10      | 5       | 3       | 1       | 1       | 18      | 11      | +7      | 67      |
| 4       | Bagé           | 4       | 4       | 1       | 1       | 2       | 14      | 3       | +11     | 33      |
| 5       | União Harmonia | 3       | 4       | 1       | 0       | 3       | 10      | 10      | 0       | 25      |
| 6       | Riopardense    | 0       | 5       | 0       | 0       | 5       | 4       | 37      | –33     | 0       |

|  |                                       |
|  | Equipes classificadas à Segunda Fase. |

| Bagé           |       | –     | 13 – 0 | 1 – 1 | –     | CANC  |
| Novo Horizonte | 1 – 0 |       | –      | –     | 1 – 3 | –     |
| Riopardense    | –     | 2 – 9 |        | –     | –     | 0 – 7 |
| Santa Cruz     | –     | 3 – 3 | 6 – 1  |       | 1 – 0 | –     |
| São José       | 1 – 0 | –     | 2 – 1  | –     |       | 3 – 0 |
| União Harmonia | –     | 3 – 4 | –      | 0 – 3 | –     |       |

|  |                     |  |        |  |                      |  |               |
|  | Vitória do Mandante |  | Empate |  | Vitória do Visitante |  | Mando Inverso |

NOTA: O jogo Bagé x União Harmonia, pela última rodada, foi cancelado, pois as duas equipes já não possuíam chances matemáticas de classificação.

## Fase Final
Em itálico, o time que possui o mando de campo no primeiro jogo do confronto e em negrito o time vencedor do confronto.
|  | Semifinais           | Semifinais  | Semifinais | Semifinais |       |               | Final | Final | Final | Final |
|  |                      |             |            |            |       |               |       |       |       |       |
|  | Inter de Santa Maria | 1           | 0          | 1 (2)      |       |               |       |       |       |       |
|  | Santa Cruz-RS        | 0           | 1          | 1 (3)      |       |               |       |       |       |       |
|  | Santa Cruz-RS        | 0           | 1          | 1 (3)      |       | Santa Cruz-RS | 3     | 1     | 4 (4) |       |
|  |                      |             |            |            |       | Santa Cruz-RS | 3     | 1     | 4 (4) |       |
|  |                      | São José-RS | 1          | 3          | 4 (3) |               |       |       |       |       |
|  | São José-RS          | São José-RS | 1          | 3          | 4 (3) | 1             | 1     | 2     |       |       |
|  | São José-RS          |             |            |            |       | 1             | 1     | 2     |       |       |
|  | Passo Fundo          | 0           | 1          | 1          |       |               |       |       |       |       |

## Campeão
| Copa FGF de 2020                   |
| ---------------------------------- |
| Santa Cruz-RS Campeão (1.º título) |